# Licenza di esplodere
Licenza di esplodere (Ne nous fâchons pas) è un film commedia del 1966, diretto da Georges Lautner.

## Trama
Un ex gangster di nome Tony per fare un favore a due ex colleghi si assume l'incarico di recuperare quattro milioni di franchi rubati da un allibratore di nome Leonard Michellon. Con l'aiuto di un ex collaboratore, Tony riesce a scoprire dove si nasconde Leonard e a entrare nel suo rifugio, quando all'improvviso vede un uomo che sta per ucciderlo e riesce a metterlo in fuga, salvandogli la vita. Cosi scopre che i due che lo avevano ingaggiato in realtà stanno organizzando un colpo ancora più grosso. Scoperti, tentano di uccidere Tony che aiutato da Leonard si salva e così può godere di un meritato riposo.